# Shy People – Bedrohliches Schweigen
Shy People – Bedrohliches Schweigen ist ein US-amerikanisches Familiendrama von Regisseur Andrei Kontschalowski aus dem Jahr 1987. Der Film ist eine Produktion von Cannon Films im Verleih der Cannon International Distributors. Er feierte im Mai 1987 seine Filmpremiere bei den Internationalen Filmfestspielen von Cannes und kam im Mai 1988 in die US-amerikanischen Kinos.

## Handlung
Diana Sullivan ist eine erfolgreiche Journalistin in Manhattan New York. Ihre Tochter Grace ist ein schwieriger Teenager und kokainsüchtig.
Diana möchte für das Cosmopolitan Magazin einen Artikel über ihre Familie schreiben, die in einer sumpfigen Flussgegend in Louisiana lebt. Sie und ihre Tochter machen sich auf den Weg auf die Suche nach Joe, welcher der Bruder von Dianas Großvater ist. Sie treffen dabei auf Joe’s eiserne Witwe Ruth, welche allein mit ihren vier Problemkindern Tommy, Mark, Pauly, Mike und seiner Frau Candy in den Sümpfen lebt, und erfahren, dass Joe tot ist. Weiter erfahren sie, dass Joe und Ruth heirateten, als sie 12 Jahre alt war und dass Joe wie ein Monster zu ihr war, sie geschlagen, gequält und gefoltert hat, nur zu seinem Vergnügen und Spaß.
Ruth und ihre Söhne haben eine komplett andere Haltung zum Leben als Diana und Grace, durch die Erfahrungen, die sie machen mussten. Es treffen dabei grundverschiedene Kulturen aufeinander, die noch ein tragisches Ergebnis zur Folge haben sollen.
Es dauert eine ganze Weile, bis die beiden unterschiedlichen Familien Vertrauen entwickeln können, und dabei versinkt Grace geradezu in Langeweile.
Diana, Ruth und Candy fahren derweilen in die Stadt, um Besorgungen zu machen, bei denen Diana noch einiges für ihre Story recherchieren möchte. Dabei bekommt sie eine Welt zu Gesicht, die von der regionalen Ölindustrie beherrscht wird, welche rücksichtslos die Natur und die Menschen ausbeutet.
Grace veranstaltet in der Zwischenzeit zu Hause im Sumpfgebiet eine kleine Kokain-Party, die letztlich in einer Katastrophe endet. Tommy und Mark laufen Amok und wollen sich gegenseitig umbringen. Dabei flüchtet Grace aus Angst mit einem Boot über den sumpfigen Fluss und wird dabei fast von einem Alligator verletzt. Als Diana zurückkehrt und dies erfährt, macht sie sich sofort auf die Suche nach ihrer Tochter und findet sie nach einiger Zeit auch wohlbehalten wieder.
Nach diesem Erlebnis kommen sich Grace und Diana wieder näher, und so entscheidet sich Diana am Ende, die Provinz zu verlassen und in ihr normales Leben zurückzukehren. Sie fliegen zurück nach New York, während Ruth und ihre Familie weiterhin abgeschieden im Sumpf ihrem bisherigen Leben nachgehen.

## Hintergründe
- Die Dreharbeiten fanden in Manhattan, New York und Louisiana in den USA statt. Das Budget des Films ist dabei nicht bekannt und er spielte in den Vereinigten Staaten nur rund 769000 US-Dollar ein.
- Die Musik stammt von der deutschen Elektronik Rockgruppe Tangerine Dream in der Besetzung Edgar Froese, Christopher Franke und Paul Haslinger. Sie nahmen neben ihrer instrumentalen Musik auch Songs mit den Sängern Diamond Ross, Jacquie Virgil und Michael Bishop auf.
- Merritt Butrick hatte in dem Film eine seiner letzten Rollen, er verstarb 1989 an AIDS.

## Auszeichnungen
- Bei den Internationalen Filmfestspielen von Cannes 1987 wurde Barbara Hershey als Beste Schauspielerin ausgezeichnet. Andrei Kontschalowski wurde für die Goldene Palme nominiert.
- Bei den Independent Spirit Awards wurde Martha Plimpton als „Beste Nebendarstellerin“ ausgezeichnet.

## Kritiken
Lexikon des internationalen Films: Ein Film, der mit großartiger Landschaft und guten Darstellerleistungen beeindruckt, sein Thema aber verschenkt, weil er psychologische Glaubwürdigkeit durch mythologische Überhöhung ersetzt.